# El Carmen Aztama
El Carmen Aztama är en ort i Mexiko.   Den ligger i kommunen Teolocholco och delstaten Tlaxcala, i den sydöstra delen av landet, 100 km öster om huvudstaden Mexico City. El Carmen Aztama ligger 2 253 meter över havet och antalet invånare är 2 612.
Terrängen runt El Carmen Aztama är platt västerut, men österut är den kuperad. Runt El Carmen Aztama är det mycket tätbefolkat, med 1 632 invånare per kvadratkilometer. Närmaste större samhälle är Zacatelco, 2,6 km sydväst om El Carmen Aztama. I omgivningarna runt El Carmen Aztama växer huvudsakligen savannskog.